# Kabinett Hermann Jónasson II

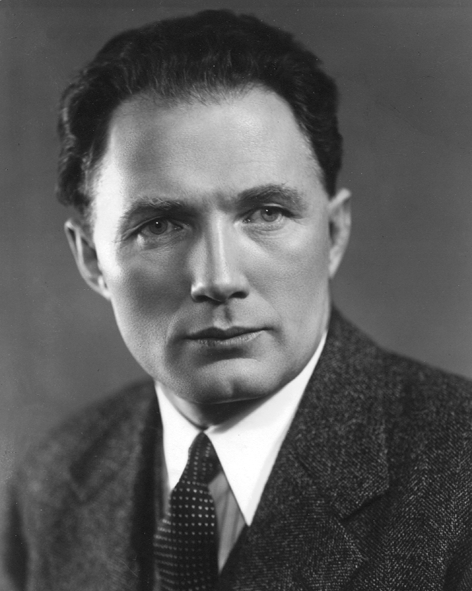
Hermann Jónasson war von 1934 bis 1942 sowie erneut von 1956 bis 1958 Premierminister von Island

Das Kabinett Hermann Jónasson II war eine Regierung des unabhängigen Staates Island, das sich mit dem Vertrag vom 1. Dezember 1918 von Dänemark loslöste, aber dem gemeinsamen König des Königreichs Dänemark sowie des Königreichs Island Christian X. unterstellt war. Es wurde am 2. April 1938 gebildet und löste das Kabinett Hermann Jónasson I ab. Es blieb bis zum 17. April 1939 im Amt, woraufhin es vom Kabinett Hermann Jónasson III abgelöst wurde. Dem Kabinett gehörten ausschließlich Mitglieder der Fortschrittspartei (Framsóknarflokkurinn) an.

## Regierungsmitglieder
| Amt                                                | Amtsinhaber       | Beginn der Amtszeit | Ende der Amtszeit |
| -------------------------------------------------- | ----------------- | ------------------- | ----------------- |
| Premierminister                                    | Hermann Jónasson  | 2. April 1938       | 17. April 1939    |
| Minister für Justiz und kirchliche Angelegenheiten | Hermann Jónasson  | 2. April 1938       | 17. April 1939    |
| Finanzminister                                     | Eysteinn Jónsson  | 2. April 1938       | 17. April 1939    |
| Arbeitsminister                                    | Skúli Guðmundsson | 2. April 1938       | 17. April 1939    |